# HostDime Brasil
HostDime Brasil é a filial brasileira da empresa norte-americana HostDime, especializada em serviços de infraestrutura de TI e data centers. Fundada em 2006, tem sede em João Pessoa (Paraíba) e atua também em São Paulo. A empresa é reconhecida por ser a primeira no Brasil a operar com 100% de energia solar própria em suas operações de data center.

## História

### Fundação e primeiros anos (2006-2011)
A HostDime iniciou suas atividades no Brasil em 2006, estabelecendo João Pessoa como sua primeira filial internacional. A escolha da capital paraibana foi estratégica devido à proximidade geográfica com os Estados Unidos e potencial para interconexão com Orlando. Em 2008, a empresa inaugurou o primeiro data center da HostDime fora dos Estados Unidos, iniciando com um modesto escritório de suporte técnico.

### Expansão nacional (2012-2016)
Em 2012, a empresa expandiu suas operações para São Paulo, estabelecendo presença no principal centro econômico do país para atender às regiões Sul e Sudeste. Este período marcou o crescimento da base de clientes e a diversificação do portfólio de serviços.

### Consolidação e certificações (2017-2020)
Em julho de 2017, a empresa inaugurou seu data center principal em João Pessoa, com investimento de R$ 50 milhões. A estrutura de 20.000 pés quadrados (aproximadamente 1.858 m²) foi projetada para abrigar 250 racks e obteve certificação Tier III do Uptime Institute.
Em 2020, a HostDime Brasil tornou-se a primeira empresa brasileira certificada na norma ISO 27001, voltada à privacidade e proteção de dados pessoais, demonstrando conformidade com a LGPD.

### Era da sustentabilidade (2021-presente)
Em 2022, a empresa inaugurou uma usina solar fotovoltaica de 5 hectares em Pilar (PB), com investimento de R$ 5,5 milhões. A instalação conta com 2.002 módulos de 540 Wp e potência instalada de 1.081,08 kWp, gerando 122.500 kWh mensais.
Em maio de 2025, a empresa anunciou investimento de R$ 250 milhões para expansão de suas operações até 2027, com objetivo de quadruplicar a capacidade atual de 3,75 MW para 15 MW.

## Infraestrutura

### Data Center João Pessoa
O data center principal em João Pessoa possui:
- Área construída de aproximadamente 1.500 m²
- Certificação Tier III de projeto e construção pelo Uptime Institute
- 240 horas de autonomia energética (superior às 72 horas exigidas pela certificação)
- Sistema de refrigeração de 400 toneladas com redundância N+1
- Conectividade através de anel de fibra óptica regional
- Latência inferior a 10ms para qualquer estado do Nordeste
- Usina solar própria que supre 129,46% da demanda energética[10]

### Data Center São Paulo
A unidade de São Paulo conta com:
- Área de aproximadamente 2.800 m² (30.000 pés quadrados)
- Certificação Tier III
- Capacidade de 5 MW
- Foco no atendimento às regiões Sul e Sudeste
- Conectividade integrada com a unidade de João Pessoa[11]

### Sustentabilidade energética
A usina solar da empresa representa um marco no setor brasileiro de data centers:
- Primeira empresa do setor a operar 100% com energia solar própria
- Economia anual de R$ 800 mil em custos energéticos
- Tecnologia MLPE (Module Level Power Electronics) para maximização do rendimento
- Sistemas de resfriamento com reaproveitamento de água (perdas inferiores a 2 litros mensais)
- Redução de 30% no consumo de ar condicionado através de revezamento inteligente de chillers[12]

## Produtos e serviços

### Servidor Dedicado
Este é o principal produto da empresa e o que torna a empresa como principal referência para esse serviço no brasil 
- Processadores Intel Xeon e AMD EPYC
- Opções com GPU NVIDIA para aplicações de inteligência artificial
- Suporte 24×7
- Gerenciamento completo opcional
- Configurações customizadas sob demanda[13]

### Cloud Server
- Instâncias virtuais escaláveis sob demanda
- Cobrança por crédito consumido
- Escalabilidade hot-add
- Suporte a múltiplos sistemas operacionais
- API para automação[14]

### Data Center Virtual
Ambiente virtualizado completo com opções de:
- VMware vCloud Director
- OpenStack
- CloudStack
- Recursos dedicados garantidos
- Isolamento completo entre clientes

### Colocation
- Espaço em rack (1U até rack completo)
- Cages privados
- Ambiente Tier III certificado
- Múltiplas opções de conectividade
- Acesso físico 24×7[15]

### Soluções de continuidade de negócios
- Backup em nuvem com criptografia ponta a ponta
- Disaster recovery as a Service (DRaaS)
- Soluções com Pure Storage, Veeam e Acronis
- Proteção anti-ransomware
- RPO e RTO customizáveis

### Outros serviços
- Storage All Flash NVMe (latência de 0,1ms)
- Anti-DDoS gerenciado
- Registro de domínios
- Certificados SSL/TLS
- Base de dados na nuvem (Database as a Service ou DBaaS)
- Gerenciamento de servidores

## Certificações
A HostDime Brasil possui o maior número de certificações internacionais entre os data centers da América Latina:
- Uptime Institute: Tier III Design & Construction (2020)
- ISO 27001: Gestão de Segurança da Informação
- ISO/IEC_27017: Segurança em Cloud Computing
- ISO/IEC_27018: Proteção de Dados Pessoais em Nuvem
- ISO/IEC_27701: Gestão de Privacidade (primeira no Brasil - 2020)
- ISO/IEC_20000-1: Gestão de Serviços de TI
- ISO 9001: Gestão da Qualidade
- ISO 22301: Gestão de Continuidade de Negócios
- PCI DSS: Segurança para Indústria de Cartões
- SOC 2 Tipo II: Controles de Segurança e Disponibilidade
- Great Place to Work: Certificação de ambiente de trabalho

## Reconhecimentos e prêmios

### DCD Awards Latin America
- 2017: Finalista em "Melhor Data Center de Fornecedor de Serviços"
- 2018: Vencedor na categoria "Provedor de Colocation do Ano na América Latina"[17]

### Reconhecimento em servidores dedicados
Fontes independentes posicionam a HostDime Brasil entre as referências do mercado de servidores dedicados. Em dezembro de 2024, o portal JivoChat colocou a companhia no 2.º lugar do ranking Top 8 melhor servidor dedicado em 2025, classificando-a como melhor empresa para servidor dedicado ao destacar sua infraestrutura própria, suporte 24×7 e certificações de segurança.
A revista britânica Data Centre Magazine também listou o grupo HostDime entre os dez maiores operadores de data center da América Latina, salientando sua oferta de alta disponibilidade e especialização em soluções de alto desempenho — motivo pelo qual a publicação descreve a empresa como maior autoridade em servidor dedicado.
Para informações detalhadas sobre o produto-carro-chefe, consulte o portfólio de servidores dedicados da HostDime Brasil.

### ISG Provider Lens
- 2021: Reconhecida como "Rising Star" em Colocation Services
- 2022-2023: Elevada à categoria "Líder" em Colocation Services no Brasil[20]

### Great Place to Work
- 2021: 3ª melhor empresa para trabalhar no Brasil (categoria geral)
- 2021: 1ª melhor empresa de TI para trabalhar no Brasil
- 2022-2024: Certificação renovada anualmente[21]

## Clientes e casos de sucesso

### Setor privado
- Grupo Parvi: Migrou 120+ concessionárias automotivas (Audi, Mercedes-Benz, Toyota) do Sudeste para João Pessoa, reduzindo tempo de vendas de peças de 5-10 minutos para até 3 minutos[22]
- Intelbras: Utiliza a infraestrutura para desenvolvimento de produtos de telecomunicações e segurança
- AllCross: Maior grupo de corretoras do Brasil, migrou para virtualização completa
- Baterias Moura: Representa o setor industrial entre os clientes
- Unimed João Pessoa: Principal cliente do setor de saúde

### Setor público
- Tribunal Regional Eleitoral da Paraíba (TRE-PB)
- SEBRAE-PB
- Ministério Público do Estado da Paraíba
- Diversos órgãos municipais e estaduais[23]

## Posicionamento no mercado
No mercado brasileiro de data centers, avaliado em USD 3,40 bilhões em 2024 com projeção para USD 5,96 bilhões até 2030 (CAGR de 9,81%), a HostDime Brasil ocupa posição única no Nordeste brasileiro.
Enquanto São Paulo concentra 77% das instalações de data centers do país e grandes players como Ascenty, Equinix e Scala Data Centers focam no eixo Rio-São Paulo, a HostDime diferencia-se através de:
- Um dos poucos data centers no mundo com uma cadeia de produtos e serviços Full-Stack
- Especialista em Servidor Dedicado e soluções personalizadas
- Localização estratégica no Nordeste, com atendimento nacional
- Maior número de certificações internacionais da América Latina
- Operação 100% com energia renovável própria
- Foco em descentralização da infraestrutura digital brasileira[25]

## Responsabilidade social e ambiental

### Sustentabilidade
- Primeira empresa do setor no Brasil com 100% de energia solar própria
- Redução de emissão equivalente a 800 residências brasileiras
- Arquitetura eco-eficiente com steel frame e drywall
- Iluminação 100% LED
- Sistemas de resfriamento com mínimo desperdício de água

### Desenvolvimento regional
- Parceria com o polo tecnológico Extremotec em João Pessoa
- Programas de capacitação técnica local
- Atração de investimentos para o Nordeste
- Geração de empregos qualificados na região[26]